# Roberto Rey

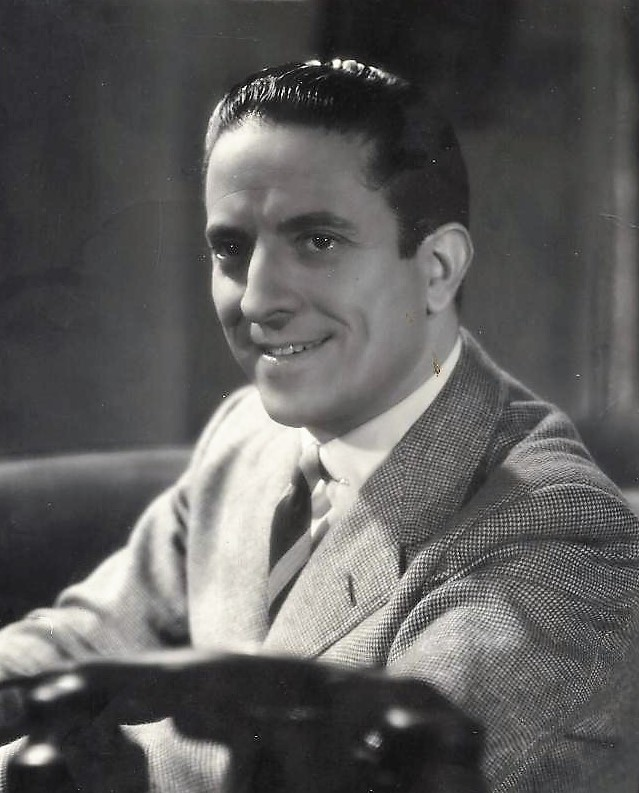
Roberto Rey

Roberto Rey (eigentlich Roberto Colás Iglesias, * 15. Februar 1905 in Valparaíso; † 30. Mai 1972 in Madrid) war ein chilenischer Schauspieler.

## Leben
Rey, der in Spanien aufwuchs und seit Beginn seiner Karriere seinen Bühnennamen benutzte, drehte bereits 1925 seinen ersten Film, Madrid en el año 2000 von Manuel „Manolo“ Noriega (1880–1961). Zu Beginn der 1930er Jahre gehörte er zur spanischen Kolonie in Hollywood, die dort die landessprachlichen Versionen großer Studiofilme drehten. In einigen Filmen war er auch als Sänger zu hören, so in Madrid de mis sueños (1942). Im Laufe seiner Karriere war er über fünfzig Mal auf der Leinwand zu sehen.

## Filmografie (Auswahl)
- 1925: Madrid en el año 2000
- 1941: El Crucero Baleares
- 1942: Madrid de mis sueños
- 1962: Der Teppich des Grauens
- 1963: Pulverdampf in Casa Grande (Gunfighters of Casa Grande)
- 1965: Der Spion, der in die Hölle ging (Corrida pour un espion)